# Cosmopterix phaesphora
Cosmopterix phaesphora là một loài bướm đêm thuộc họ Cosmopterigidae. Loài này có ở Úc.